# Coniopteryx dominicana
Coniopteryx dominicana är en insektsart som beskrevs av Meinander 1974. Coniopteryx dominicana ingår i släktet Coniopteryx och familjen vaxsländor. Inga underarter finns listade i Catalogue of Life.